# Некар
Некар је река у немачкој држави Баден-Виртемберг, десна притока Рајне. Дуга је 367 km. Извире на источним падинама Шварцвалда, на висини од 706 метара. Код Манхајма се улива у Рајну. Због 27 притока Некар је плован у дужини од 200 km до града Плохинген. Речне луке на Некару су: Манхајм, Хајлброн, Штутгарт и Плохинген.